# Somjuri Atara
Somjuri Atara (en georgiano: სომხური ათარა; en abjasio: Аҭара Аерманцәа, romanizado: Atara Ermankyt; en armenio: Աթարա Հայկական, romanizado: Atara Haykakan) es un pueblo que pertenece a la parcialmente reconocida República de Abjasia, dentro del distrito de Ochamchira, aunque de iure es parte del municipio de Ochamchire de la República Autónoma de Abjasia de Georgia.

## Toponimia
El nombre de la ciudad se traduce como Atara armenia en cualquiera de los idiomas allí hablados, para distinguirla de Atara (a veces nombrada como Atara abjasia). Entre 1948 y 1955 se conoció con el nombre de Meore Atara (en georgiano: მეორე ათარა).

## Geografía
Somjuri Atara está a 40 km al noroeste de Ochamchire. Limita con la cordillera de Kodori en el norte; Jgerda en el este, y los pueblos de Kutoli y Atara en el sureste y sur, respectivamente. Al oeste está el pueblo de Vladímirovka, en el distrito de Gulripshi, separados por el río Kodori. Las aldeas de Alapankvara, Depeguindze, Naa, Otoronyia y Pskali están bajo la administración del pueblo.

## Historia
Somjuri Atara se fundó en algún momento después del genocidio armenio en el Imperio otomano (1915), cuando un grupo de armenios de Hamshen se asentó en las tierras deshabitadas del norte del pueblo de Atara. Establecieron un nuevo asentamiento del mismo nombre, que más tarde se distinguió con el nombre Somjuri Atara. Tras la Segunda Guerra Mundial, campesinos esvanos del distrito de Mestia emigraron al Somjuri Atara y se establecieron en la parte de la aldea de Naa (ubicada en las colinas al norte del pueblo). Durante la era soviética, el pueblo creció considerablemente y aquí se construyeron tres escuelas primarias y una secundaria, una biblioteca, un cine, un centro cultural y un centro de salud.
Durante la guerra de Abjasia (1992-1993), el ejército georgiano invadió Somjuri Atara varias veces. Los esvanos de Naa lo recibieron con agrado porque la aldea fue atacada por guerrilleros abjasios cuando las tropas georgianas no estaban presentes (desde el pueblo de Jgerda), prendiendo fuego a las casas locales. Al final de esta guerra, toda la población de esvan abandonó el pueblo (la población se redujo a casi una vigésima parte). 
Del pueblo, hoy en día solo el centro del Somjuri Atara permaneció habitado, mientras que las aldeas de Alapankvar, Depegindzu y Naa fueron engullidas por el bosque.

## Demografía
La evolución demográfica de Somjuri Atara entre 1886 y 2011 fue la siguiente:
| 1562                                                | 2021 | 1640 | 110 |
| (Fuente: Population of Abkhazia since Soviet times) |      |      |     |

La población de Somjuri Atara ha disminuido la población más de un 90% (la mayoría de la población que se fue era en su mayoría georgiana y armenios) tras la guerra de Abjasia. Tradicionalmente los armenios étnicos siempre han sido mayoría en el pueblo, con mayoría georgiana en la aldea de Naa. 
|              | 2011      | 2011       |
| Grupo étnico | Población | Porcentaje |
| ------------ | --------- | ---------- |
| Georgianos   | 0         | 0%         |
| Abjasios     | 31        | 28,2%      |
| Rusos        | 13        | 11,8%      |
| Ucranianos   | 1         | 0,9%       |
| Armenios     | 62        | 56,4%      |
| Total        | 110       | 100%       |